# Mansa (Gujarat)
Mansa è una suddivisione dell'India, classificata come municipality, di 27.922 abitanti, situata nel distretto di Gandhinagar, nello stato federato del Gujarat. In base al numero di abitanti la città rientra nella classe III (da 20.000 a 49.999 persone).

## Società

### Evoluzione demografica
Al censimento del 2001 la popolazione di Mansa assommava a 27.922 persone, delle quali 14.656 maschi e 13.266 femmine. I bambini di età inferiore o uguale ai sei anni assommavano a 3.452, dei quali 1.995 maschi e 1.457 femmine. Infine, coloro che erano in grado di saper almeno leggere e scrivere erano 19.261, dei quali 10.956 maschi e 8.305 femmine.